# Амад Аль-Хосні
Амад Алі Сулейман Аль-Хосні (араб. عماد علي سليمان الحوسني; нар. 18 липня 1984, Маскат, Оман) — оманський футболіст, нападник. Виступав за національну збірну Оману.

## Клубна кар'єра

### «Аль-Хабура»
Професіональну футбольну кар'єру розпочав 2003 року в складі оманського клубу «Аль-Хабура». У сезоні 2003/04 років у чемпіонаті Оману зіграв 20 м'ячів, в яких відзначився 11-ма голами.

### «Ер-Ріяд»
Після цього перейшов до столичного клубу «Ер-Ріяд». У Прем'єр-лізі Саудівської Аравії 2004/05 зіграв 20 матчів, в яких відзначився 11-ма голами.

### «Катар»
У 2005 році Амад переїхав до «Катару», клубу з однойменної країни, який базується в Досі. У Лізі зірок Катару 2005–2006 років він провів 25 матчів і забив 14 голів, допоміг клубу посісти друге місце. У Лізі зірок Катару 2005/06 років провів 25 матчів та відзначивсая 14 голами, допоміг клубу посісти друге місце. Також у Кубку наслідного принца Катару 2006 року він провів 3 матчі та відзначився 1 голом, допоміг клубу здобути друге місце. У Лізі зірок Катару 2006/07 провів 24 матчі та відзначився 11 голами. А в Лізі зірок Катару 2007/08 років провів 27 матчів та відзначився 12-ма голами.

### «Ар-Райян»
Потім перейшов до іншого катарського клубу, «Ар-Райян». У Лізі зірок Катару 2008/09 років провів 27 матчів та відзначився 11 голами, поки його контракт не закінчився в 2009 році.

### «Шарлеруа»
Амад перейшов до бельгійського футбольного клубу «Шарлеруа». Провів 8 матчів, але не зміг забити жодного м'яча. Перехід до Європи зробив його другим оманським футболістом, який грав у Європі після Алі аль-Хабсі..

### Повернення в «Ар-Райян»
У 2010 році повернувся до свого колишнього клубу «Ар-Райян» й допоміг йому виграти Кубок Еміра Катару 2010 року. Провів 8 матчів та відзначився 4-ма голами.

### «Аль-Аглі»
Потім Амад перейшов до «Аль-Аглі». Допоміг клубу виграти Кубок короля чемпіонів у 2011 та 2012 роках, а також допоміг клубу посісти друге місце в Лізі чемпіонів АФК 2012 року. Його поточний рекорд в «Аль-Аглі» становив 99 матчів та відзначився 52-ма голами.

### «Ан-Наср»
22 грудня 2013 року підписав шестимісячний контракт з одним з грандів саудівського футболу «Ан-Наср».

### «Сагам»
8 вересня 2014 року підписав 1-річний контракт з «Сагамом», який посів 2-ге місце в Лізі чемпіонів Перської затоки 2014 року. Дебютував у Професіональній лізі Омана і забив свій перший м'яч 13 вересня 2014 року у переможному (3:0) поєдинку проти «Аль-Оруби».

### Клубна статистика виступів
| Клуб              | Сезон             | Дивізіон                     | Ліга  | Ліга | Кубок | Кубок | Континентальні | Континентальні | Інші  | Інші | Загалом | Загалом |
| Клуб              | Сезон             | Дивізіон                     | Матчі | Голи | Матчі | Голи  | Матчі          | Голи           | Матчі | Голи | Матчі   | Голи    |
| ----------------- | ----------------- | ---------------------------- | ----- | ---- | ----- | ----- | -------------- | -------------- | ----- | ---- | ------- | ------- |
| «Аль-Хабура»      | 2003–04           | Чемпіонат Оману              | -     | 3    | -     | 0     | 0              | 0              | -     | 0    | 20      | 3       |
| «Аль-Хабура»      | Загалом           | Загалом                      | -     | 3    | -     | 0     | 0              | 0              | -     | 0    | 20      | 3       |
| «Ер-Ріяд»         | 2004–05           | Чемпіонат Саудівської Аравії | -     | 10   | -     | 0     | 0              | 0              | -     | 0    | 30      | 10      |
| «Ер-Ріяд»         | Загалом           | Загалом                      | -     | 10   | -     | 0     | 0              | 0              | -     | 0    | 30      | 10      |
| «Катар»           | 2005–06           | Ліга зірок Катару            | -     | 14   | -     | 2     | 0              | 0              | -     | 0    | -       | 16      |
| «Катар»           | 2006–07           | Ліга зірок Катару            | -     | 11   | -     | 3     | 0              | 0              | -     | 0    | -       | 14      |
| «Катар»           | 2007–08           | Ліга зірок Катару            | -     | 12   | -     | 0     | 0              | 0              | -     | 0    | -       | 12      |
| «Катар»           | Загалом           | Загалом                      | -     | 37   | -     | 5     | 0              | 0              | -     | 0    | 73      | 42      |
| «Ар-Райян»        | 2008–09           | Ліга зірок Катару            | -     | 11   | -     | 0     | 0              | 0              | -     | 0    | 27      | 11      |
| «Ар-Райян»        | Загалом           | Загалом                      | -     | 11   | -     | 0     | 0              | 0              | -     | 0    | 27      | 11      |
| «Шарлеруа»        | 2009–10           | Ліга Жупіле                  | 8     | 0    | 1     | 0     | 0              | 0              | 0     | 0    | 9       | 0       |
| «Шарлеруа»        | Загалом           | Загалом                      | 8     | 0    | 1     | 0     | 0              | 0              | 0     | 0    | 9       | 0       |
| «Ар-Райян»        | 2009–10           | Ліга зірок Катару            | 8     | 4    | -     | 3     | 0              | 0              | -     | 0    | 15      | 7       |
| «Ар-Райян»        | Загалом           | Загалом                      | 8     | 4    | -     | 3     | 0              | 0              | -     | 0    | 15      | 7       |
| «Аль-Аглі»        | 2010–11           | Чемпіонат Саудівської Аравії | 24    | 9    | 6     | 4     | 0              | 0              | 1     | 1    | 31      | 14      |
| «Аль-Аглі»        | 2011–12           | Чемпіонат Саудівської Аравії | 22    | 15   | 6     | 4     | 9              | 4              | 1     | 1    | 38      | 24      |
| «Аль-Аглі»        | 2012–13           | Чемпіонат Саудівської Аравії | 22    | 8    | 4     | 4     | 6              | 4              | 2     | 2    | 34      | 18      |
| Загалом           | Загалом           | Чемпіонат Саудівської Аравії | 68    | 32   | 16    | 12    | 15             | 8              | 4     | 4    | 103     | 56      |
| «Ан-Наср»         | 2013–14           | Чемпіонат Саудівської Аравії | 5     | 2    | 2     | 1     | 0              | 0              | 0     | 0    | 7       | 3       |
| «Ан-Наср»         | Загалом           | Загалом                      | 5     | 2    | 2     | 1     | 0              | 0              | 0     | 0    | 7       | 3       |
| «Сагам»           | 2014–15           | Чемпіонат Оману              | 1     | 1    | 0     | 0     | 0              | 0              | 0     | 0    | 1       | 1       |
| «Сагам»           | Загалом           | Загалом                      | 1     | 1    | 0     | 0     | 0              | 0              | 0     | 0    | 1       | 1       |
| Усього за кар'єру | Усього за кар'єру | Усього за кар'єру            | -     | 100  | -     | 21    | 15             | 8              | -     | 4    | 285     | 133     |

1. ↑  Включаючи матчі в Лізі чемпіонів АФК
2. ↑  Включаючи голи в Товариському турнірі Пль-Джазіри та клубні товариські матчі

## Кар'єра в збірній

### Кубок Арабської затоки
Амад брав участь у 16-му Кубку Перської затоки, 17-му Кубку Перської затоки, 18-му Кубку Перської затоки, 19-му Кубку Перської затоки, 20-му Кубку Перської затоки та 21-му Кубку Перської затоки.
Він виступав у національній команді з 2003 року, а вперше проявив свій талант під час 16-го Кубку Перської затоки, забивши м'яч у переможному (1:0) поєдинку проти гранду арабського футболу Саудівською Аравією. На вище вказаному турнірі Оман фінішував на четвертому місці, таким чином досягши найкращого результату в історії виступаів на Кубку Перської затоки, вперше вийшовши до фінального з чотирьох раундів, маючи вісім очок (дві перемоги та дві нічиї).
На 17-му Кубку Перської затоки забив чотири м'ячі. Відзначився дублями у матчі проти Іраку (3:1) і в переможному (3:2) поєдинку проти Бахрейна, що допомогло його країні вперше вийти до півфіналу, а потім і до фіналу Кубку Перської затоки. Але Оман програв у фіналі господарям, Катару у серії пенальті після того, як воротарська сенсація Алі аль-Хабсі не реалізував пенальті. Основний час матчу завершився з рахунком 1:1, а в серії післяматчевих пенальті Катар переміг, 6:5. Амад став найкращим бомбардиром турніру.
Забив два м'ячі на 18-му Кубку Перської затоки, по одному м'ячу в переможних матчах (2:1) матчу проти господарів ОАЕ та проти Кувейту (2:1). Вдруге в історії Оман дійшов до фіналу, але знову програв господарям, Об'єднаним Арабським Еміратам. Ісмаїл Матар, легенда еміратського футболу, відзначився єдиним голом у матчі, в якому Об'єднані Арабські Емірати вперше в історії виграли Кубок Перської затоки.
Зрештою, у 2009 році допоміг своїй команді виграти перший в історії трофей Кубкок Перської затоки. Відзначився голом на 19-му Кубку Перської затоки у переможному (4:0) поєдинку проти Іраку.
Відзначився першим та єдиним голом Оману на 20-му Кубку Перської затоки, в нічийному (1:1) поєдинку проти Бахрейну. Оман не вийшов до півфіналу.
На 21-му Кубку Перської затоки зіграв у трьох матчах. Оман знову зміг забити лише один м'яч, і цього разу це був юний Хусейн Аль-Хадрі в програному (1:2) поєдинку проти Катару. Оман не вийшов у півфінал.

### Кубок Азії
Амад грав у кваліфікації Кубку Азії 2004 року, Кубку Азії 2004 року, кваліфікації Кубка Азії 2007 року, Кубку Азії 2007 року, кваліфікації Кубка Азії 2011 року та кваліфікації Кубка Азії 2015 року.
Він забив три м'ячі на Кубку Азії 2004 року, включаючи дубль у нічийному (2:2) матчі проти Ірану та одним голом у переможному (2:0) поєдинку проти Таїланду. На турнірі Оман здобув чотири очки в перемозі (4:0) поєдинку проти Таїландом та в нічийному (2:2) поєдинку проти Ірану і, таким чином, не вийшов у чвертьфінал.
У кваліфікації Кубка Азії 2007 року відзначився двома голами, один у переможному (4:1) проти Пакистану і ще один в переможному матчі-відповіді (5:0) проти Пакистану, завдяки чому знову допоміг своїй команді вийти на Кубок Азії 2007 року. Бадар аль-Маймані відзначився єдиним голом Оману на Кубку Азії 2007, в нічийному (1:1) матчі проти Австралії. На турнірі Оман здобув два очки, зігравши по черзі внічтю з Австралією (1:1) та Іраком (0:0), і не зумів вийти до 1/4 фіналу.
У кваліфікації Кубку Азії 2011 року зіграв у п’яти матчах, але не забив жодного голу. Оману не вдалося вийти до фінальної частини Кубку Азії 2011 року.
Двічі зіграв у кваліфікації Кубку Азії 2015 року, реалізував свій удар у переможній (3:1) серії післяматчевих пенальті проти Сінгапуру, команда посіла перше місце в групі А та вийшла на Кубок Азії 2015 року.

### Кваліфікація чемпіонату світу
Амад зіграв 6 матчів у кваліфікації чемпіонату світу 2006 року, 7 поєдинків — у кваліфікації чемпіонату світу 2010 року та 15 — у кваліфікації чемпіонату світу 2014 року.
Він забив м'ячі у другому раунді кваліфікації чемпіонату світу 2006 року, по одному в переможних матчах проти Індії та Сінгапуру (2:0).
Відзначився двома голами в переможному (2:1) поєдику третього раунду кваліфікації чемпіонату світу 2010 року проти Таїланду.
Відзначився двома голами в кваліфікації чемпіонату світу 2014 року, один у переможному (2:0) поєдинку другого раунду проти М'янми, а також одним голом у переможному (1:0) поєдинку третього раунду проти Австралії, завдяки чому Оман пройшов до четвертого раунду кваліфікації. Напередодні початку останнього туру групового етапу зберігав шанси вийти щонайменше до раунду плей-оф, але поразка від Йорданії з рахунком (0:1) позбавила оманців шансів поборотися за вихід до фінальної частини чемпіонату світу.

## Статистика виступів у збірній

### Забиті м'ячі
У таблиці голів та результатів забиті м'ячі Оману вказані на першому місці
| #  | Дата              | Місце                                             | Суперник          | Рахунок | Результат | Змагання                           |
| -- | ----------------- | ------------------------------------------------- | ----------------- | ------- | --------- | ---------------------------------- |
| 1  | 6 січня 2004      | Аль-Садака Вальсалам, Ель-Кувейт                  | Саудівська Аравія | 1–0     | 1–2       | 16-ий кубок Перської затоки        |
| 2  | 31 березня 2004   | Джавахарлал Неру, Керала                          | Індія             | 1–0     | 5–1       | кваліфікація чемпіонату світу 2006 |
| 3  | 31 травня 2004    | Султан Кабус, Маскат                              | Мальдіви          | 3–0     | 3–0       | Товариський матч                   |
| 4  | 24 липня 2004     | Чунцинський спортивний олімпійський центр, Чунцин | Іран              | 1–0     | 2–2       | Кубок Азії 2004                    |
| 5  | 24 липня 2004     | Чунцинський спортивний олімпійський центр, Чунцин | Іран              | 2–0     | 2–2       | Кубок Азії 2004                    |
| 6  | 28 липня 2004     | Чендулуквані, Ченду                               | Таїланд           | 2–0     | 2–0       | Кубок Азії 2004                    |
| 7  | 8 вересня 2004    | Джалан Бесар, Калланг, Сінгапур                   | Сінгапур          | 2–0     | 2–0       | кваліфікація чемпіонату світу 2006 |
| 8  | 7 жовтня 2004     | Султан Кабус, Маскат                              | Ірак              | 1–0     | 1–0       | Товариський матч                   |
| 9  | 10 грудня 2004    | Яссім бін Хамад, Доха                             | Ірак              | 1–0     | 3–1       | 17-ий кубок Перської затоки        |
| 10 | 10 грудня 2004    | Яссім бін Хамад, Доха                             | Ірак              | 2–0     | 3–1       | 17-ий кубок Перської затоки        |
| 11 | 20 грудня 2004    | Ахмед бін Алі, Ер-Райян                           | Бахрейн           | 1–0     | 3–2       | 17-ий кубок Перської затоки        |
| 12 | 20 грудня 2004    | Ахмед бін Алі, Ер-Райян                           | Бахрейн           | 3–2     | 3–2       | 17-ий кубок Перської затоки        |
| 13 | 16 серпня 2006    | Джинна Спортс, Ісламабад                          | Пакистан          | 2–0     | 4–1       | кваліфікація чемпіонату Азії 2007  |
| 14 | 1 вересня 2006    | Султан Кабус, Маскат                              | Сирія             | 3–0     | 3–0       | Товариський матч                   |
| 15 | 6 вересня 2006    | Султан Кабус, Маскат                              | Пакистан          | 1–0     | 5–0       | кваліфікація чемпіонату Азії 2007  |
| 16 | 13 січня 2007     | Сухаїм бін Хамад, Доха                            | Катар             | 1–0     | 1–1       | Товариський матч                   |
| 17 | 17 січня 2007     | Шейх Заєд, Абу-Дабі                               | ОАЕ               | 2–0     | 2–1       | 18-ий кубок Перської затоки        |
| 18 | 20 січня 2007     | Мохаммед бін Заєд, Абу-Дабі                       | Кувейт            | 1–0     | 2–1       | 18-ий кубок Перської затоки        |
| 19 | 17 вересня 2007   | Яссім бін Хамад, Доха                             | Катар             | 1–0     | 1–1       | Товариський матч                   |
| 20 | 27 січня 2008     | Султан Кабус, Маскат                              | Сінгапур          | 1–0     | 2–0       | Товариський матч                   |
| 21 | 18 травня 2008    | Спортивний комплекс Нізва, Нізва                  | Туркменістан      | 1–0     | 2–1       | Товариський матч                   |
| 22 | 18 травня 2008    | Спортивний комплекс Нізва, Нізва                  | Туркменістан      | 2–1     | 2–1       | Товариський матч                   |
| 23 | 22 червня 2008    | Королівська поліція Оману, Маскат                 | Таїланд           | 1–1     | 2–1       | кваліфікація чемпіонату світу 2010 |
| 24 | 22 червня 2008    | Королівська поліція Оману, Маскат                 | Таїланд           | 2–1     | 2–1       | кваліфікація чемпіонату світу 2010 |
| 25 | 20 серпня 2008    | Королівська поліція Оману, Маскат                 | Узбекистан        | 2–0     | 2–0       | Товариський матч                   |
| 26 | 19 грудня 2008    | Султан Кабус, Маскат                              | Еквадор           | 2–0     | 2–0       | Товариський матч                   |
| 27 | 7 січня 2009      | Султан Кабус, Маскат                              | Ірак              | 2–0     | 4–0       | 19-ий кубок Перської затоки        |
| 28 | 11 серпня 2010    | Астана Арена, Астана                              | Казахстан         | 1–3     | 1–3       | Товариський матч                   |
| 29 | 3 вересня 2010    | Сауд бін-Абдулрахман, Ель-Вакра                   | Малайзія          | 2–0     | 3–0       | Товариський матч                   |
| 30 | 3 вересня 2010    | Сауд бін-Абдулрахман, Ель-Вакра                   | Малайзія          | 3–0     | 3–0       | Товариський матч                   |
| 31 | 7 вересня 2010    | Яссім бін Хамад, Доха                             | Катар             | 1–0     | 1–1       | Товариський матч                   |
| 32 | 23 листопада 2010 | 22 травня, Аден                                   | Бахрейн           | 1–0     | 1–1       | 20-ий кубок Перської затоки        |
| 33 | 28 липня 2011     | «Тувунна», Янгон                                  | М'янма            | 1–0     | 2–0       | кваліфікація чемпіонату світу 2014 |
| 34 | 11 листопада 2011 | Султан Кабус, Маскат                              | Австралія         | 1–0     | 1–0       | кваліфікація чемпіонату світу 2014 |
| 35 | 5 березня 2014    | Султан Кабус, Маскат                              | Сінгапур          | 1–0     | 3–1       | кваліфікація кубку Азії 2015       |
| 36 | 10 жовтня 2014    | Регіональний СК Сухар, Сухар, Оман                | Коста-Рика        | 3–4     | 3–4       | Товариський матч                   |
| 37 | 11 червня 2015    | Срі Кантірава, Бенгалуру, Індія                   | Індія             | 2–1     | 2–1       | кваліфікація чемпіонату світу 2018 |

## Досягнення

### Клуб
«Катар»
- Ліга зірок Катару
  -  Срібний призер (1): 2005/06

- Кубок наслідного принца Катару
  -  Фіналіст (1): 2006

«Ар-Райян»
- Кубок Еміра Катару
  -  Фіналіст (1): 2009

- Кубок наслідного принца Катару
  -  Фіналіст (1): 2009

«Аль-Аглі»
- Чемпіонат Саудівської Аравії
  -  Срібний призер (1): 2011/12

- Королівський кубок Саудівської Аравії
  -  Володар (2): 2011, 2012

- Ліга чемпіонів АФК
  -  Фіналіст (1): 2012

«Ан-Наср»
- Чемпіонат Саудівської Аравії
  -  Чемпіон (1): 2013/14

- Кубок наслідного принца Саудівської Аравії
  -  Володар (1): 2013/14

### У збірній
- Кубок націй Перської затоки
  -  Володар (1): 2009
  -  Фіналіст (2): 2004, 2007

### Особисті
- Найкращий бомбардир Кубку націй Перської затоки (1): 2004
- Найкращий гравець Кубку націй Перської затоки (1): 2004